# Saint-Cyr-sous-Dourdan
Saint-Cyr-sous-Dourdan ist eine französische Gemeinde im Département Essonne in der Region Île-de-France mit 957 Einwohnern (Stand: 1. Januar 2022). Sie gehört zum Arrondissement Étampes und zum Kanton Dourdan. Die Einwohner werden Saint-Cyriens genannt.

## Geographie
Saint-Cyr-sous-Dourdan liegt etwa 39 Kilometer südwestlich des Zentrums von Paris an der Rémarde. Umgeben wird Saint-Cyr-sous-Dourdan von den Nachbargemeinden Angervilliers im Norden und Nordosten, Le Val-Saint-Germain im Osten, Roinville im Süden, Dourdan im Süden und Südwesten sowie Longvilliers im Westen.

## Bevölkerungsentwicklung
| Jahr                       | 1962 | 1968 | 1975 | 1982 | 1990 | 1999 | 2006 | 2013 | 2019 |
| Einwohner                  | 453  | 459  | 640  | 774  | 846  | 951  | 992  | 1006 | 937  |
| Quellen: Cassini und INSEE |      |      |      |      |      |      |      |      |      |

## Sehenswürdigkeiten
- Kirche Saint-Cyr-et-Sainte-Julitte, seit 1966 Monument historique
- Schloss Bandeville aus dem 17. Jahrhundert, seit 1974 Monument historique
- Gutshof Les Tourelles aus dem 13. Jahrhundert, Umbauten aus dem 16. Jahrhundert

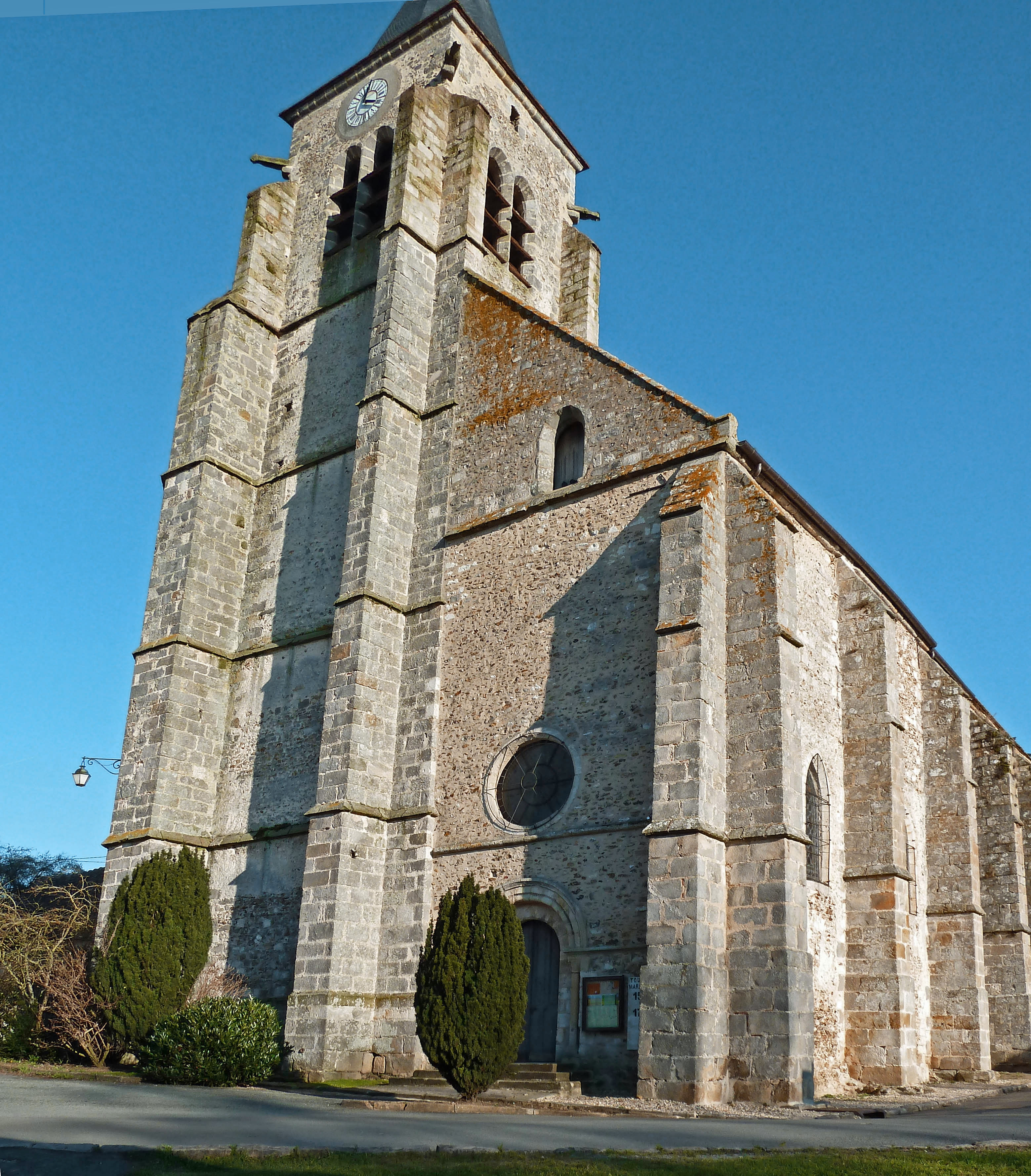
Kirche Saint-Cyr-et-Sainte-Julitte
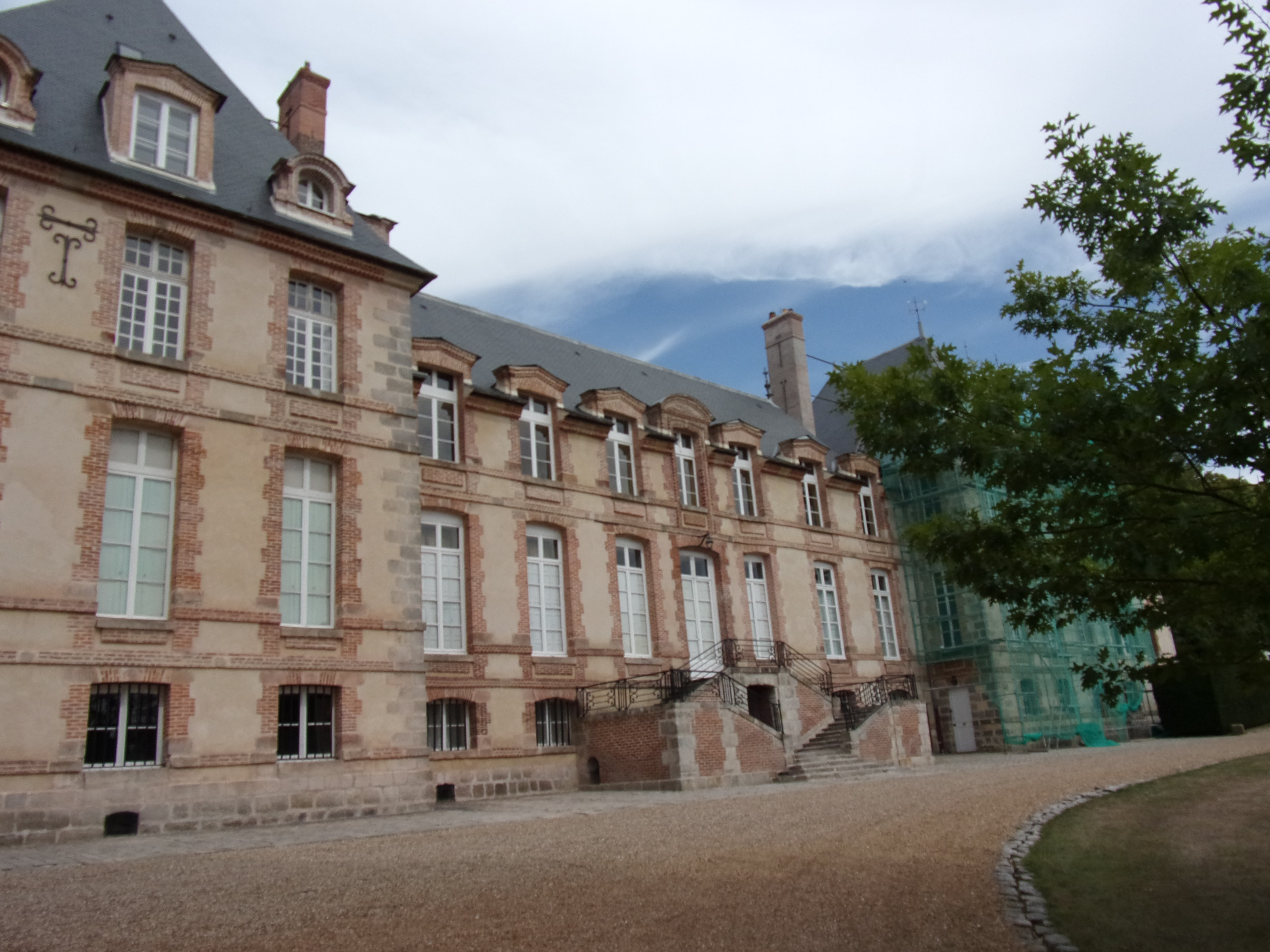
Schloss Bandeville
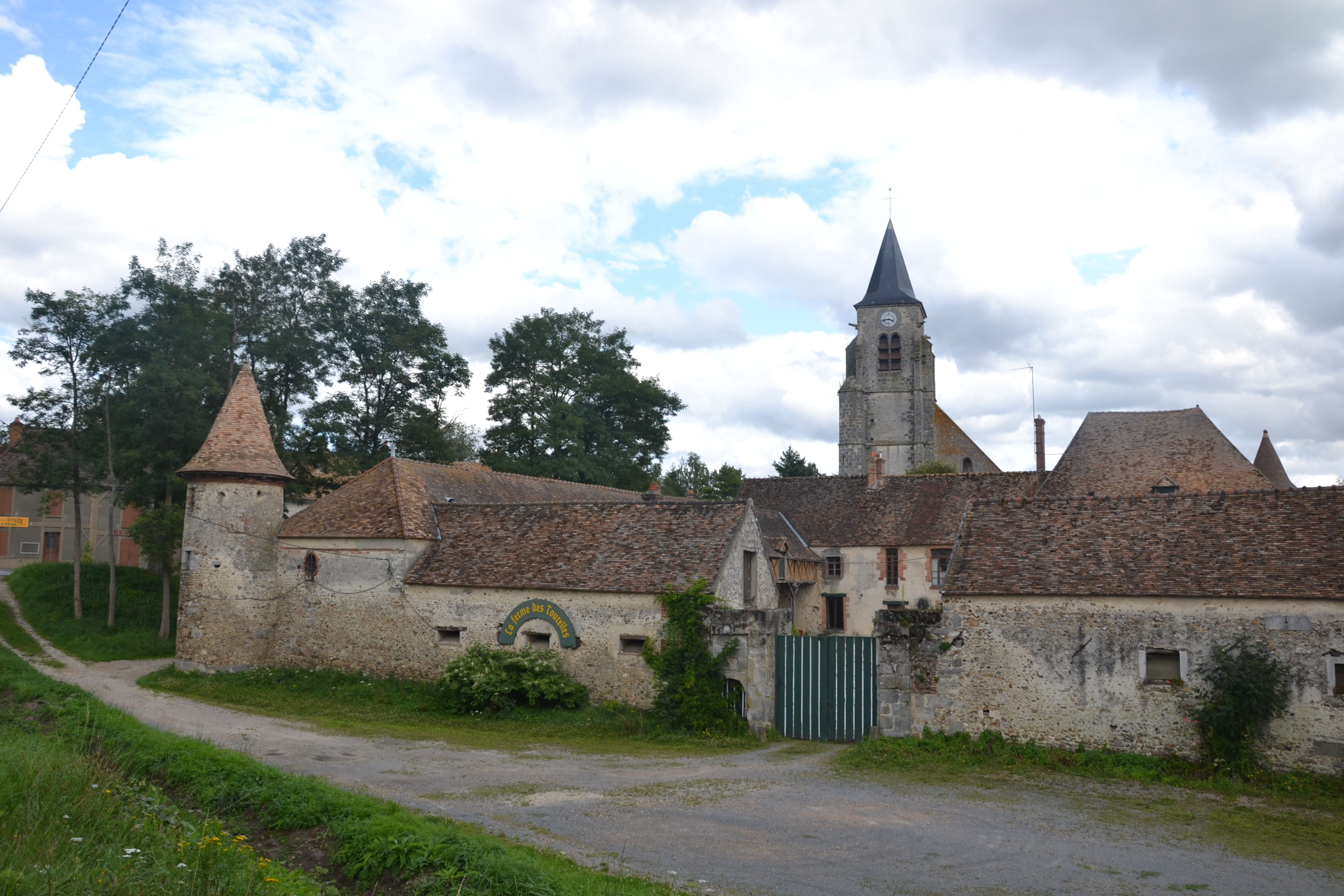
Gutshof Les Tourelles